# Santo Antônio do Caiuá
Santo Antônio do Caiuá – miasto i gmina w Brazylii, w stanie Parana. Znajduje się w mezoregionie Noroeste Paranaense i mikroregionie Paranavaí.